# Eudämonia
Eudämonia war eine konservative deutschsprachige Zeitschrift, die unter dem vollen Titel Eudämonia oder Deutsches Volksglück. Ein Journal für Freunde von Wahrheit und Recht in den Jahren 1795–1798 erschien.
An der Zeitschrift, die zuerst in Leipzig, 1796/1797 in Frankfurt am Main, und schließlich in Nürnberg erschien, waren unter anderem der ehemalige Freimaurer Johann August Starck, später Konsistorialrat in Darmstadt, und Leopold Alois Hoffmann, ein Journalist aus Wien, beteiligt.
Die Eudämonia war die wichtigste Publikationsplattform für die Verbreitung der Verschwörungstheorie, die als Ursache der Französischen Revolution das Wirken der Aufklärungs-Philosophen sowie der Freimaurer und Illuminaten behauptete (→ Mythen und Verschwörungstheorien zum Illuminatenorden).
1972 veröffentlichte der Kraus-Verlag in Nendeln einen Nachdruck; der Hildesheimer Verlag Olms publizierte 1997 eine Mikrofiche-Ausgabe.

## Ausgaben
- Eudämonia oder Deutsches Volksglück. Ein Journal für Freunde von Wahrheit und Recht. 1795–1798, ZDB-ID 532477-4.